# AMD K6-III
AMD K6-2 Athlon
Le K6-III est un microprocesseur x86 vendu par AMD, le dernier et le plus rapide de tous les processeurs à base de socket 7.

## Caractéristiques
Son principe de fabrication est simple. C'était un K6-2 avec un cache additionnel de niveau 3. Le K6-2 original avait un cache de niveau 1 de 64 Kio et habituellement un cache de niveau 2 de 512 Kio, 1 Mio ou 2 Mio sur la carte mère. Au contraire, Intel de son côté, utilisait un cache de niveau 1 de 32 Kio et soit un cache à la fréquence du processeur de 128 Kio intégré au processeur lui-même (Celeron), soit 512 Kio de cache à mi-vitesse branché sur la carte processeur (Pentium III). Le K6-III cependant, utilisait les deux méthodes : il avait 64 Kio de cache de niveau 1, un gros cache de 256 Kio de niveau 2 intégré au processeur, et un cache de taille variable de niveau 3 branché sur la carte mère.

## Historique
La réalisation, par contre, ne fut pas simple. Avec 21,4 millions de transistors, c'était un gros processeur à réaliser avec les techniques du début de 1999, et le cœur K6 du processeur ne se comportait pas bien passés les 500 MHz. Malgré tout, le K6-III/400 se vendit bien, et le K6-III/450 fut clairement le processeur x86 le plus rapide du marché lors de sa sortie, dépassant confortablement les K6-2 et les Pentium II d'Intel.
Le remplaçant des Pentiums II d'Intel n'était pas encore disponible, mais pour combler le trou, Intel sortit une modeste révision de son Pentium II, repackagé comme le « Pentium III ». Le concept de base fut inchangé (l'addition des instructions SSE à cette époque n'ajoutait pas de réelles performances) mais le nouveau processus de production d'Intel lui permettait des améliorations sur les fréquences d'horloge, et il devient difficile de savoir quelle entreprise avait le processeur le plus rapide. La plupart des industriels préférant l'Intel pour sa rapidité dans les calculs en virgule flottante, mais considérant le K6-III aussi bon pour un travail générique sur des entiers.
Chaque entreprise voulait prendre de l'avance sur l'autre, et toutes les deux expérimentèrent des problèmes de fabrication avec les processeurs sur les plus hautes fréquences. AMD décida de ne pas sortir de K6-III à 500 MHz ou plus. Intel produisit un Pentium II à 550 MHz avec succès, mais la version à 600 MHz avait des problèmes de fiabilité, et fut rappelée et les acheteurs remboursés.
Avec la sortie de l'Athlon, le K6-III n'eut pas de successeurs. Il ne fut plus en bout de chaîne, et il était moins intéressant pour AMD de produire un K6-III avec 21,4 millions de transistors qu'un Athlon à 22 millions pour autant de surface de silicium qu'un K6-II à 9,3 millions de transistors. Pour un moment, le K6-III devient une basse priorité pour AMD, quelque chose à produire quand toutes les commandes pour Athlons ou K6-II étaient pleines. Il devient alors difficile à trouver en quantité.

## Les versions

### K6-III ("Sharptooth", K6-3D+)
- CPUID : Family 5, Model 9
- Mémoire cache L1 : 32 + 32 KiB (Données + Instructions)
- Mémoire Cache L2 : 256 KiB, fullspeed
- MMX, 3DNow!
- Super Socket 7
- Front side bus : 66 et 100 MHz
- Tension d'alimentation : 2,2 et 2,4 V
- Date de sortie : 22 février 1999
- Finesse de gravure : 0,25 µm
- Fréquences : 400 et 450 MHz

| Modèle | Nombre de cœurs | Fréquence | Cache | Cache  | Cache        | Coeff. mult. | Tension | Révision | TDP | FSB           | Référence | Commercialisation |
| Modèle | Nombre de cœurs | Fréquence | L1    | L2     | L3           | Coeff. mult. | Tension | Révision | TDP | FSB           | Référence | Commercialisation |
| ------ | --------------- | --------- | ----- | ------ | ------------ | ------------ | ------- | -------- | --- | ------------- | --------- | ----------------- |
| K6-III |                 |           |       |        |              |              |         |          |     |               |           |                   |
|        | 1               | 400 MHz   | 64 ko | 256 ko | 0, 1 ou 2 Mo |              | 2,4V    |          |     | 66 ou 100 MHz |           | 22/2/1999         |
|        | 1               | 450 MHz   | 64 ko | 256 ko | 0, 1 ou 2 Mo |              |         |          |     | 66 ou 100 MHz |           | 22/2/1999         |

### K6-III-P (mobile)
- CPUID : Family 5, Model 9
- Mémoire Cache L1 : 32 + 32 KiB (Données + Instructions)
- MMX, 3DNow!
- Super Socket 7
- Front side bus : 66, 95, 97 et 100 MHz
- Tension d'alimentation : 2,0 et 2,2 V
- Date de sortie : 31 mai 1999
- Finesse de gravure : 0,25 µm (250 nm)
- Fréquences : 350, 366, 380, 400, 433 et 450 MHz

### K6-III+ (mobile)

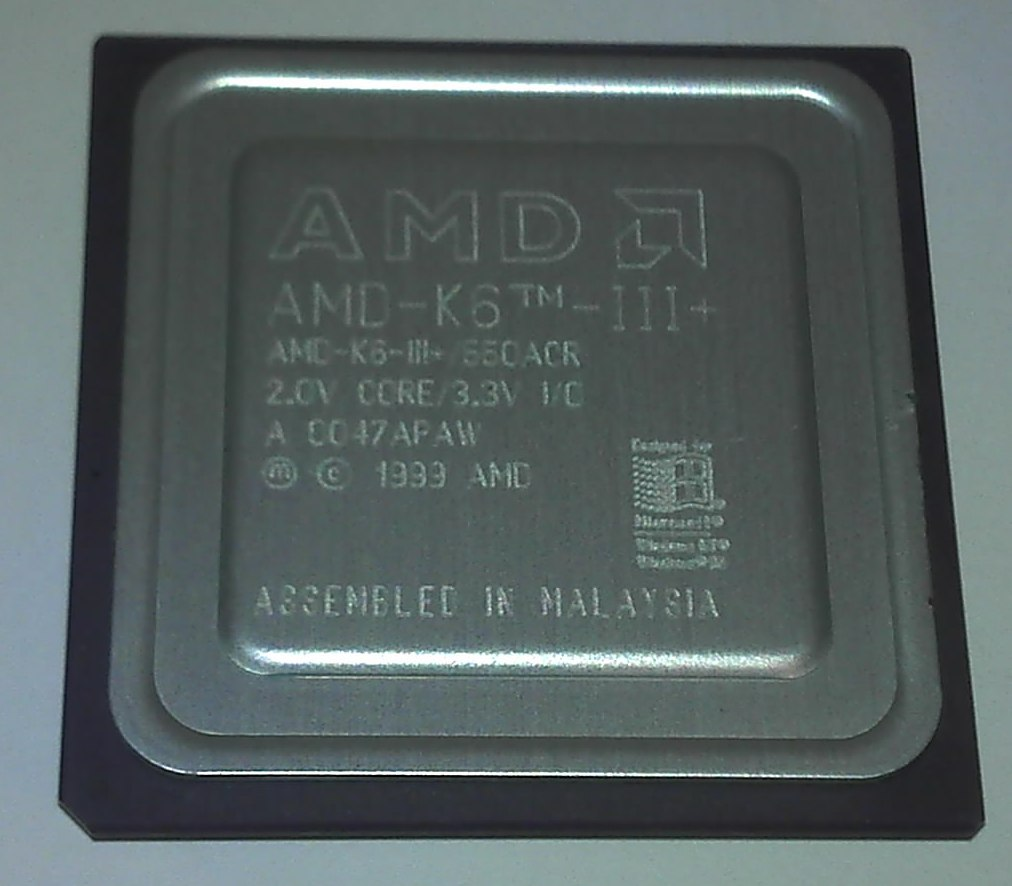
AMD K6-III+ 550 MHz

- CPUID : AuthenticAMD Family  5 Model  13
- Mémoire Cache L1 : 32 + 32 KiB (Données + Instructions)
- Mémoire Cache L2 : 256 KiB, fullspeed
- MMX, Extended 3DNow!, PowerNow!
- Super Socket 7
- Front side bus : 95 et 100 MHz
- Tension d'alimentation : 2,0 V (variable jusqu'à 1,6 V avec le système PowerNow!)
- Date de sortie : 18 avril 2000
- Finesse de gravure : 0,18 µm
- Fréquences : 450, 475, 500 MHz. (550 MHz, non documenté)